# Robert Haas

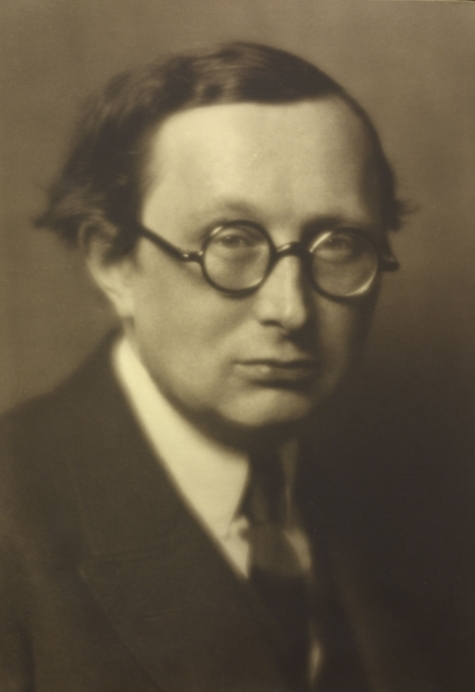
Robert Haas

Robert María Haas (15 de agosto de 1886-4 de octubre de 1960) fue un musicólogo austriaco.
Al comienzo de su carrera en la Biblioteca Nacional de Austria, se interesó sobre todo por la música barroca y clásica. Posteriormente, la recién formada Sociedad internacional Bruckner le encargó el trabajo de una edición completa de las sinfonías y misas de Anton Bruckner, basada en manuscritos originales legados por el compositor a la Biblioteca del Hofburg, de Viena, sucediéndole en su cargo Leopold Nowak.

## Las ediciones de Bruckner
Entre 1935 y 1944, publicó ediciones de la Sexta sinfonía de Bruckner (1935), la Primera (1935), la Quinta (1935), la Cuarta (1936 y 1944), la Segunda, la Octava (1939) y la Séptima (1944). También una edición de la Novena fue hecha alrededor de 1932 por Alfred Orel, siendo, por otro lado, el trabajo de Haas de la Tercera sinfonía destruido durante la Segunda Guerra Mundial. 
Sin embargo, sus ediciones son una controversia. Escribiendo para Oxford University Press, Benjamin Korstvedt lo acusó de haber hecho cambios en los textos musicales de las sinfonías Segunda, Octava y Séptima que «iban más allá de los límites de la responsabilidad académica».
Por ejemplo, la Octava Sinfonía existía en tres versiones: el manuscrito original de Bruckner de 1887, un manuscrito revisado de 1890 que incorporaba sugerencias de Franz Schalk, Arthur Nikisch y otros y la primera edición publicada de 1892 que iba aún más allá en la dirección de los cambios sugeridos por los amigos de Bruckner. Haas decidió hacer una edición compuesta basada en el manuscrito de 1890 pero añadiendo algunos pasajes de la versión de 1887 que era una pena que se perdieran: él mismo también reescribió un breve pasaje. Así, Haas produjo un texto de la sinfonía que no se correspondía con nada jamás escrito o aprobado por Bruckner. Un problema similar sucede en la edición de Haas de la Segunda Sinfonía. Algunos estudiosos ha sugerido que la motivación de Haas para realizar estos cambios era asegurar su derecho de autor sobre su trabajo.
Otra fuente de controversia es su adhesión al nazismo. Fue miembro del partido nazi y no dudó en utilizar el lenguaje del nazismo para obtener la aprobación para su trabajo. Retrató a Bruckner como un alma campesina pura y simple que había sido corrompida por fuerzas «cosmopolitas» y judías. Esta fue su perdición, pues tras la Segunda Guerra Mundial fue retirado del proyecto Bruckner y reemplazado por el más académico, si bien menos imaginativo Leopold Nowak, que siguió produciendo nuevas ediciones de todas las sinfonías de Bruckner. 
El director Wilhelm Furtwängler criticó lo que llamó el «mito de la violación» de Haas en sus cuadernos privados:

Solo las mentes improductivas pueden creer seriamente que un gran artista productivo [p. e. Bruckner] puede ser "puesto bajo presión" por la duración de una depresión... La falsificación que se ha hecho aquí sobre el carácter de Bruckner -Bruckner como un necio- es mucho mayor que la realizada en los intentos de los primeros estudiosos, Löwe y Schalk.

Por otra parte, el director Georg Tintner describió a Haas como «brillante» y dice de la edición de Haas de la Octava Sinfonía de Bruckner que es «la mejor» de todas las versiones disponibles.
Muchos directores, entre ellos Herbert von Karajan, Bernard Haitink, Daniel Barenboim, Takashi Asahina y Günter Wand siguieron prefiriendo las ediciones de Haas, incluso después de que las ediciones Nowak estuviesen disponibles.

## Otras obras
Haas también editó algunos trabajos de Hugo Wolf, Claudio Monteverdi, Christoph Willibald von Gluck y otras obras de música barroca. Igualmente, escribió sobre el Singspiel vienés, Wolfgang Amadeus Mozart y Johann Sebastian Bach.